# Zaluzianskya parviflora
Zaluzianskya parviflora är en flenörtsväxtart som beskrevs av O.M. Hilliard. Zaluzianskya parviflora ingår i släktet Zaluzianskya och familjen flenörtsväxter. Inga underarter finns listade i Catalogue of Life.